# 小行星8086
小行星8086（英語：8086 Peterthomas）是一颗围绕太阳公转的小行星。1989年9月1日，愛德華·鮑威爾在帕洛马山发现了此天体。
这颗小行星的绝对星等为289.21719等。